# 奇襲戦法
奇襲戦法（きしゅうせんぽう）は、将棋の戦法の一分野である。
相手が対応できない場合一挙に有利となるが、正しく対応されると容易に不利となるとされる指し方、ハメ手と呼ばれる手筋がちりばめられている。俗に言う「引っかけ戦法」である。この「正しく対応」については、「鬼殺し」や「原始中飛車」のように対応で対処できるものの他、「角頭歩」や「パックマン」など、そもそも戦法を行う側の誘いに乗らなければ「引っかけ」には合わないものもある。その場合はそのまま進めて一局の将棋となる。また、「筋違い角」や「嬉野流」など、あまりみかけないので対処に手まどうというような戦法もある。
| 9  | 8  | 7  | 6  | 5  | 4  | 3  | 2  | 1  |    |
| 香 | 桂 | 銀 | 金 |    | 金 | 銀 |    | 香 | 一 |
|    |    |    | 王 |    |    |    | 角 |    | 二 |
| 歩 | 歩 | 歩 | 歩 | 歩 | 歩 |    | 歩 | 歩 | 三 |
|    |    |    |    |    |    |    |    |    | 四 |
|    |    |    | 歩 |    | 桂 |    |    |    | 五 |
|    |    | 歩 |    |    |    | 飛 |    |    | 六 |
| 歩 | 歩 | 角 | 銀 | 歩 | 歩 |    | 歩 | 歩 | 七 |
|    | 飛 |    |    |    |    |    |    |    | 八 |
| 香 | 桂 |    | 金 | 玉 | 金 | 銀 | 桂 | 香 | 九 |

ただし、序盤の駒組の段階でスキをみせると、奇襲を食らうことになるという場合もある。
一例として、図は2000年4月2日公文杯争奪第25回小学生名人戦決勝、先手中村太地 vs. 後手都成竜馬戦。
戦型は相振り飛車模様の展開となるが、数手前後手の三間飛車～飛車先交換の浮き飛車から、角道を止める△3三桂の手に先手が▲6五歩としていたため、その後の駒組▲8八飛に△4五桂の「奇襲」が成立。この形では対鬼殺しで二つの桂成りを防ぐ手筋の▲4八金は利かない（3九の銀が浮く）。

## 奇襲戦法の例
- 鬼殺し（可章馬）・新鬼殺し（米長流）[1][2][3][4][5][6]
- 玉頭銀[7]
- 富沢キック（ポンポン桂等）[8]
- 石田流（対潜石田流[4]、急戦石田流・先手番早石田・升田式 他[1][2][5][6]
- 4四歩パックマン戦法[1][2]
- 筋違い角[1]・筋違いカク乱戦法[4]
- 山岡流筋違い角四間飛車[4]
- 嬉野流（鳥刺し）[1][9][6]
- 超急戦棒銀（居玉棒銀）[1][4][6]
- 角頭歩戦法・後手番角頭歩・腰掛け金[1][2][3][10]
- 端角中飛車（松田流 他）[1][2][4]
- 原始中飛車[2]
- 角道オープン中飛車[5]
- 急戦向かい飛車・強引向かい飛車(都成流他)・升田流[2][5]
- 金沢流3手目▲6六角[2]
- 阪田流向かい飛車[2][6]
- 鬼六流ドッカン飛車（鬼六流向かい飛車戦法）[2][4]
- ▲2四歩誘導戦法[5]
- きんとうん戦法[11]
- 一間飛車・一間飛車穴熊（沖原流、吉崎流）[4]
- 楠本流右米長玉戦法[4]
- 千尋流一手損△8四飛戦法[4]
- 南流攻める居飛車風車[4]
- 初手▲3六歩戦法[4]
- 初手金上がり[4]
- 偽装居飛穴急戦[4]
- 藤井流左美濃[4]
- 児島流相掛かり超急戦[4]
- 有田流矢倉崩し[4]
- 玉頭一転集中向かい飛車[4]
- アヒル[4]、金開き、おみき指しなどとも。
- 滝下流対振り飛車金開き戦法
- 角交換四間飛車[4] - 植原流、萱谷流軽佻浮迫型、宗歩四間、大窪流角換わり四間穴熊[4]など多数の戦法がある。
- 萱谷流桂跳怖迫四間飛車[4]
- 飛角乱舞戦法[4]
- 平目 (将棋)[4][6]
- 角弾頭穴熊[4]
- 角離政策戦法[4]
- 森安流棒玉穴熊戦法[4]
- 快速・地下鉄飛車[4]

## 参考図書
- 本間博（2017年）『これで万全！奇襲破り事典』（マイナビ将棋BOOKS、マイナビ出版）ISBN 9784839960919
- 飯塚祐紀（2014年）『奇襲振り飛車戦法～その狙いと対策～』（マイナビ出版）
- 島本亮（2018年）『戦慄の▲7七金！ 奇襲・きんとうん戦法』
- 天野貴元（2015年）『奇襲研究所～嬉野流編～』
- 米長邦雄（2015年）『ネット将棋で勝つ米長の奇襲』
- 湯川博士（2016年）『奇襲大全』マイナビ将棋文庫 ISBN：978-4-8399-5787-2
- 湯川博士（1999年）『新版奇襲大全』（編：週刊将棋編、監修：森雞二、毎日コミュニケーションズ、1999年、ISBN 4-839-90177-5）
- 升田幸三（2015年）『升田の研究～鬼手と石田流～』日本将棋連盟刊
- 米長邦雄（2013年）『米長の将棋 完全版 第三巻』
- 森雞二（1983年）『奇襲戦法―攻め好きな実戦派必読』 (初段に挑戦する将棋シリーズ (8)) 創元社、ISBN 4422750585、ISBN 978-4422750583
- 神谷広志（1994年）『奇襲虎の巻』（毎日コミュニケーションズ刊）